# Kasparov Chessmate
 (décembre 2018).
Si vous disposez d'ouvrages ou d'articles de référence ou si vous connaissez des sites web de qualité traitant du thème abordé ici, merci de compléter l'article en donnant les références utiles à sa vérifiabilité et en les liant à la section « Notes et références ».
Kasparov Chessmate est un programme d'échecs sorti en 2003 qui fonctionne sur Windows, Mac OS et Palm OS. Le jeu a été développé par The Learning Company avec la participation Garry Kasparov en tant que game designer.
Kasparov apparait également dans le jeu comme le dernier profil de joueur à battre pour gagner le  tournoi du "Kasparov Chess Club".
Le jeu a été édité par Jamdat Mobile.

## Modes de jeu
Le programme possède deux modes de jeu solo. Le premier permet de personnaliser la disposition des pièces, la difficulté et la durée de la partie. Il permet également d'annuler les coups et de revenir en arrière. Le second mode, le "Kasparov Chess Club", permet d'affronter une série de joueurs de niveaux croissants, qui doivent tous être vaincus. Le programme permet également d'affronter un joueur humain sur la même machine.
Contrairement à la série des Chessmaster, le jeu ne possède pas de mode apprentissage ou entrainement. Néanmoins il possède une option qui permet de synchroniser les données avec la version Palm OS du logiciel.

## Accueil
- Jeux Vidéo Magazine : 16/20[1]